# Милев, Крум
Крум Милев (болг. Крум Милев; 11 июня 1915, София — 19 апреля 2000, София) — болгарский футболист, игравший на позиции нападающего. Заслуженный мастер спорта Болгарии (1952). По завершении игровой карьеры — тренер.
Выступал за клубы «Славия» (София) и «Локомотив» (София), а также национальную сборную Болгарии.

## Клубная карьера
Начал играть в футбол в клубе «Любен Каравелов», из которого в 1932 году попал в клуб «Ботев» (София).
С 1935 года выступал за «Славию» (София), в которой провел пять сезонов. За это время дважды завоёвывал титул чемпиона Болгарии. В 1938 году стал лучшим бомбардиром болгарского первенства.
В 1940 году перешёл в клуб «Локомотив» (София), за который отыграл 8 сезонов. За это время добавил к списку своих трофеев ещё один титул чемпиона Болгарии. Завершил профессиональную карьеру футболиста выступлениями за команду «Локомотив» (София) в 1948 году, выиграв в том году первый в своей карьере Кубок Болгарии.

## Выступления за сборную
В 1937 году дебютировал в официальных матчах в составе национальной сборной Болгарии. В течение карьеры в национальной команде, которая длилась 12 лет, провёл в форме главной команды страны 18 матчей, забив 3 гола.

## Карьера тренера
Начал тренерскую карьеру сразу же по завершении карьеры игрока, в 1948 году, возглавив тренерский штаб вновь созданного клуба ЦСКА (София), руководил клубом пятнадцать лет. За это время выиграл одиннадцать титулов чемпиона Болгарии и четырежды становился обладателем Кубка Болгарии. На протяжении 1954—1962 годов ЦСКА девять раз подряд выиграл чемпионат в Болгарии, эта серия побед является рекордной для национального чемпионата.
Параллельно в период с 1952 по 1960 год он работал с национальной сборной Болгарии. Он возглавлял команду на летних Олимпийских играх 1952 года в Хельсинки, где уже в первом раунде болгарские футболисты были выбиты из турнира сборной СССР. Самым большим достижением Милева у руля сборной стали бронзовые медали на летних Олимпийских играх 1956 года.
В общем Милев возглавлял сборную Болгарии в 49 матчах (44 раза вместе со Стояном Орманджиевым, 4 раза с Георги Пачеджиевым и только один раз самостоятельно). Болгария выиграла 21 из этих матчей, проиграв 14.
В 1966 году он возглавил клуб «Берое». Два сезона, которые он провёл с командой, команда была в середине лиги, а в 1968 году достигла финала Кубка Болгарии. Он также руководил командой в начале сезона 1967/68, но в ноябре покинул клуб.
Перед сезоном 1969/70 годов Крум возглавил турецкий «Бешикташ», однако высоких результатов не добился и через 23 недели покинул клуб.
Скончался 19 мая 2000 года на 85-м году жизни в городе София.

## Титулы и достижения

### Как игрока
- Чемпион Болгарии (3):

«Славия» (София): 1936, 1938-39
«Локомотив» (София): 1945
- Обладатель Кубка Болгарии (1):

«Локомотив» (София): 1945

### Как тренера
- Чемпион Болгарии (11):

ЦСКА (София): 1951, 1952, 1954, 1955, 1956, 1957, 1958, 1958-59, 1959-60, 1960-61, 1961-62
- Обладатель Кубка Болгарии (4):

ЦСКА (София): 1951, 1954, 1955, 1961